# Escut espanyol

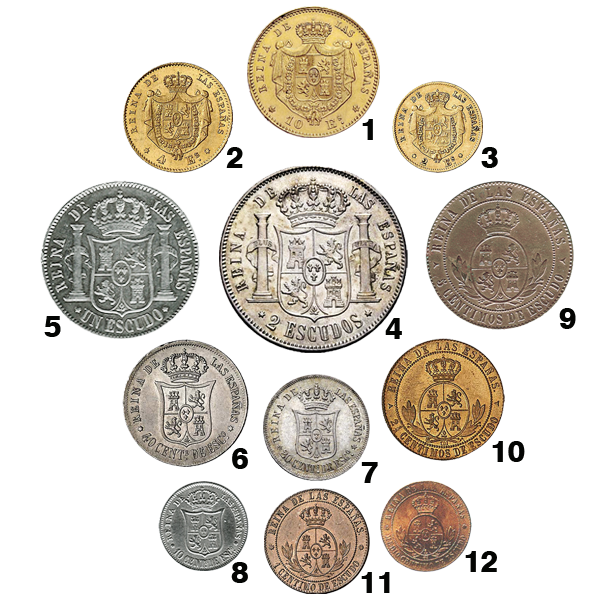
Sistema d'una corona espanyola

L'escut espanyol (o simplement escut) fou la moneda, primerament d'or i després de plata, encunyada per Espanya des del segle xvi, amb un pes 3,4 grams i valor de 350 maravedís. Encunyada per primera vegada el 1535 a Barcelona per sufragar les despeses de l'Expedició a Tunis. L'escut és la unitat per a la moneda d'or encunyada des de Felip II fins a Ferran VII d'Espanya, equivalent un escut a 16 reals de plata. Aquesta moneda va ser utilitzada en tot l'imperi espanyol, on també va ser encunyada de mica en mica a Mèxic, Lima, i Potosí, fins a inicis del segle xix. L'escut d'or es va mantenir com a unitat monetària espanyola fins al regnat d'Isabel II, i es va abandonar definitivament quan a l'octubre de 1868 s'estableix com a nova unitat monetària espanyola a la pesseta.